# Palazzo delle Poste Centrali (Potenza)
Il palazzo delle Poste Centrali è un edificio storico della città di Potenza. Si trova nel centro storico della città, in via Pretoria.

## Storia
L'edificazione della sede centrale delle Poste a Potenza fece parte delle prime opere del risanamento, completato solo nel dopoguerra, dell'antico Rione Addone, che negli anni trenta era costituito soprattutto da case popolari fatiscenti e sottani in cui abitavano le famiglie meno abbienti. Per costruire il nuovo edificio postale venne abbattuto il Palazzo Murena, di proprietà della famiglia Addone, che era stato teatro nel 1799 della strage dei notabili filo-giacobini da parte dei sanfedisti filo-borbonici, nell'ambito delle vicende della rivoluzione napoletana. La progettazione e la direzione dei lavori vennero affidate al lucano Ernesto Lapadula, una delle grandi firme dell'architettura italiana dell'epoca, il quale fu contemporaneamente impegnato nella realizzazione del Palazzo della Civiltà Italiana a Roma; Mussolini in persona inaugurò l'inizio della demolizione del Palazzo Murena sferrando simbolicamente il primo colpo di piccone. Una volta ultimato, il palazzo delle Poste ospitò in alcuni ambienti, fino agli anni sessanta del novecento, parte delle famiglie potentine sfollate dopo i bombardamenti alleati del 1943.

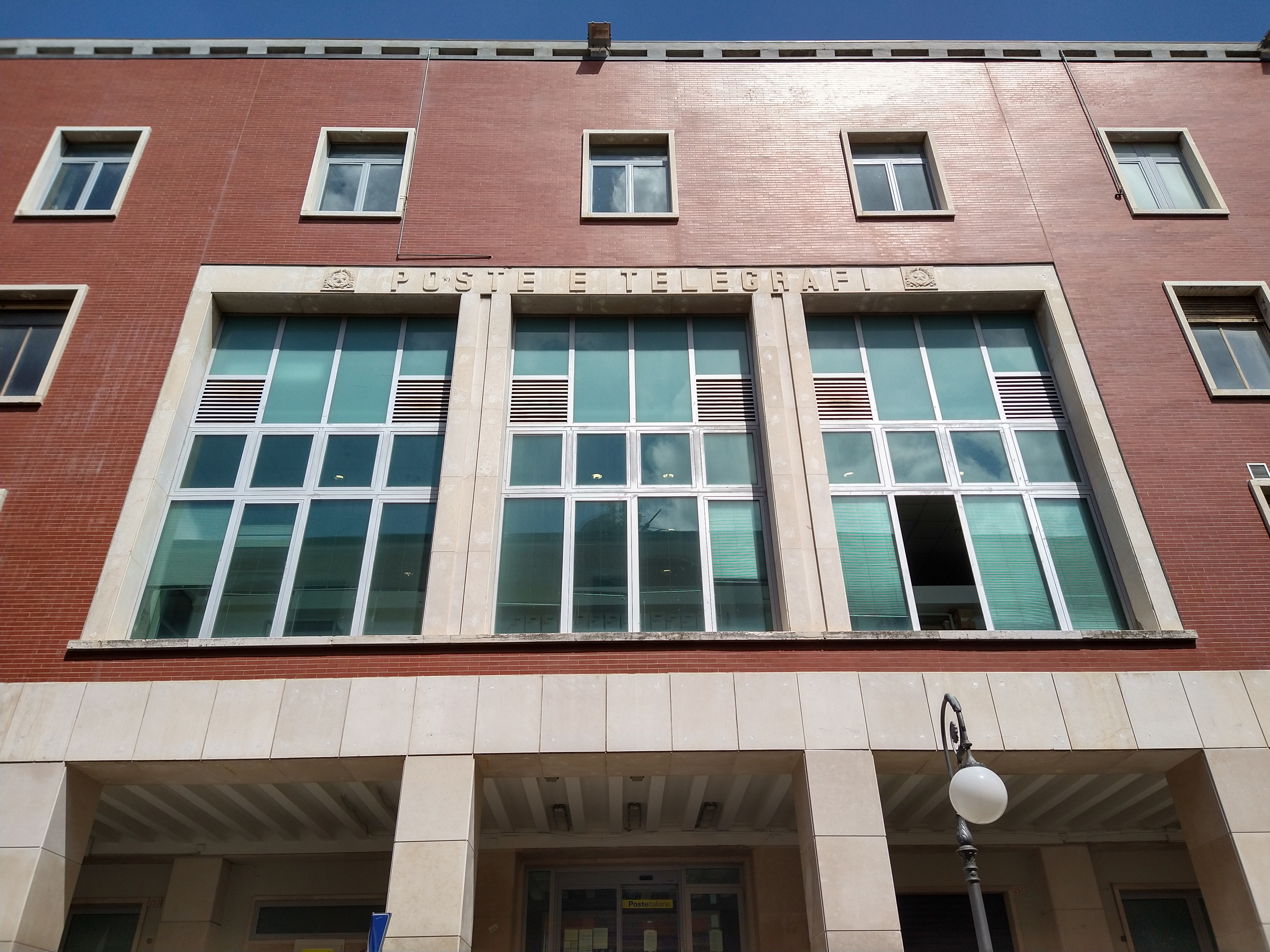
Vista del prospetto principale

## Architettura
L'edificio è costituito da un volume a forma di parallelepipedo a base quadrata, con una volta a botte che sormonta la zona centrale. Posto di fronte all'ex Monastero di San Luca, presenta un porticato nella facciata che si contrappone efficacemente a quello dell'ex struttura religiosa antistante. L'accesso all'atrio principale è garantito dalla gradinata monumentale, che porta in una vasta sala a doppia altezza illuminata dalla grande vetrata del prospetto frontale. Gli arredi interni originali, oggi ancora conservati se si eccettuano alcune modifiche fatte ai banconi per gli sportelli al pubblico, sono stati probabilmente disegnati dallo stesso architetto Lapadula; l'esterno è realizzato in mattoncini rossi di rivestimento, lastre di pietra calcarea bianca ed intonaco rigato. In conclusione, la struttura è stata inserita in un tessuto urbano preesistente in maniera non mimetica, ma comunque rispettosa della stratificazione storica preesistente.